# Page Two
Page Two è il secondo EP del gruppo musicale sudcoreano Twice, pubblicato il 25 aprile 2016.

## Tracce
1. Cheer Up – 3:28
2. Precious Love (소중한 사랑; Sojunghan Sarang) – 3:51
3. Touchdown – 3:23
4. Tuk Tok (툭하면 톡; Tukhamyeon Tok) – 3:17
5. Woohoo – 3:22
6. My Headphones On (Headphone 써; Headphone Sseo) – 3:17

Traccia aggiuntiva della versione fisica
1. I'm Gonna Be a Star – 3:18

## Classifiche

### Classifiche settimanali
| Classifica (2016) | Posizione massima |
| ----------------- | ----------------- |
| Corea del Sud     | 2                 |
| Giappone          | 16                |

### Classifiche di fine anno
| Classifica (2016) | Posizione |
| ----------------- | --------- |
| Corea del Sud     | 13        |
| Classifica (2017) | Posizione |
| Corea del Sud     | 69        |

## Riconoscimenti
- Melon Music Award
  - 2016 – Nominaton Best Album of the Year
- Mnet Asian Music Award
  - 2016 – Nominaton Album of the Year
- Circle Chart Music Award
  - 2017 – Nominaton Album of the Year - secondo trimestre